# Ивичеста каракара
Ивичестата каракара (Phalcoboenus australis) е вид хищна птица от семейство Соколови.

## Разпространение и местообитание
Разпространена е в Южна Америка, най-южните части на архипелага Огнена земя и Фолкландските острови. Среща се в тревни местообитания и морски крайбрежни скали.